# Aarwangen (Adelsgeschlecht)
Die Herren von Aarwangen waren eine Adelsfamilie im schweizerischen Mittelland. Sie bauten das Schloss Aarwangen, beim Flussübergang über die Aare gelegen. Die Aarwangen waren Ministerialen der Grafen von Neu-Kyburg in Burgdorf. Ihr erstes Auftreten fällt in die Zeit um 1200. Sie starben um 1350 aus, Burg und Herrschaft kamen als Erbe an die Freiherren von Grünenberg.

## Geschichte
Als erste aus der Adelsfamilie von Aarwangen werden 1194 und 1212 Burkhart und seine Tochter Ita erwähnt: Sie schenkten dem Kloster St. Urban Wald und Land. Burkharts Sohn Walter beteiligte sich am 16. August 1277 am Schiedsgericht gegen Ortolf I. von Utzigen-Gutenburg. Ein Jahr später leistete er dem König Rudolf I. von Habsburg Gefolgschaft und wurde am 26. August 1278 anlässlich der Schlacht auf dem Marchfeld von ihm zum Ritter geschlagen. 1313 erhielt er von Graf Rudolf III. von Neuenburg-Nidau alle liegenden Güter im Amt Bipp, samt Zoll und Brücke von Aarwangen als Lehen. Nach Aktivitäten im weiteren Umkreis seines Stammsitzes – in Zofingen, Solothurn und Burgdorf – wurde er 1320 von seinen Lehnsherren als Schultheiss der Stadt Burgdorf eingesetzt.
In die Lebenszeit von Ritter Walter von Aarwangen fiel der Bau des Turmes von Aarwangen, dessen Holz um 1265/1266 dendrochronologisch datiert wurde.
Walters Sohn Johann von Aarwangen stand dem Hause Habsburg nahe. So wurde er 1333 Landvogt im Aargau. 1339 übergab er völlig überraschend seine Güter der Enkelin Margaretha von Kien, Tochter Verenas und des Berner Schultheissen Philipp von Kien, und deren Ehemann Petermann I. von Grünenberg, um das Schwert mit der Kutte zu vertauschen und ins Kloster St. Urban einzutreten. Weil ihm auf der Suche nach Gott selbst die Klosterzelle nicht mehr genügte, zog sich Johann von Aarwangen 1341 mit sechs Brüdern ins Entlebuch zurück, lebte in der Eremitenklause Wittenbach, stiftete die Heiligkreuzkapelle und starb am 24. Januar 1350 als letzter männlicher Vertreter seiner Familie.

## Wappen
Blasonierung: Gespalten von Schwarz und von Silber mit einem schwarzen Balken.
Das Wappen ist belegt im Wappenbuch des Heiligen Römischen Reiches (Nürnberg um 1554–1568), dort jedoch fälschlich in gewechselten Farben. Es trägt kein Kleinod. Die Helmdecken sind aussen Schwarz und innen Silber.
Die heutige Gemeinde Aarwangen führt das Wappen der Herren von Aarwangen unverändert. Der ehemalige Amtsbezirk Aarwangen führte bis zum Ende seines Bestehens 2009 das gleiche Wappen gewendet, also gespalten von Silber mit einem schwarzen Balken und von Schwarz. Die Gemeinde Bleienbach, ehemaliger Besitz der Herren von Aarwangen, hat das Wappen vermehrt mit einem Fisch über einem Kleeblatt in der rechten Schildhälfte.

Gemeinde Aarwangen.
Ehemaliger Amtsbezirk Aarwangen.
Gemeinde Bleienbach.